# عمر جمعة
عمر جمعة (مواليد 2 أغسطس 1995، لاعب كرة قدم إماراتي يجيد اللعب في الوسط.

## مسيرة اللاعب
لعب مع مع نادي الشارقة ونادي خورفكان ونادي النصر.

## روابط خارجية
- عمر جمعة على موقع Soccerway.com (الإنجليزية)